# 出口聖子
出口 聖子（でぐち きよこ、1935年2月19日 - 2001年4月29日）は、宗教法人大本の四代教主。
昭和10年（1935年）、三代教主出口直日・教主補出口日出麿の三女として出生。三諸齋と結婚。昭和55年（1980年）、英国聖公会大主教座教会カンタベリー大聖堂で三代教主名代として能「羽衣」を舞う。
昭和57年（1982年）5月、教嗣となる。昭和63年（1988年）1月、直日の命により教主代行。三代教主のそば近くに長く仕え、その指導と影響を強く受けた。
平成2年（1990年）9月23日、三代教主直日の昇天により道統継承、四代教主となる。
長生殿の建設の際には、教嗣、教主代行として三代教主直日に成り代わってお役を果たし、完成時には四代教主として平成4年（1992年）5月4日、長生殿・老松殿遷座祭を執り行った。
平成5年（1993年）11月4日、「世界宗教者の祈りとフォーラム」を主催し、宗教宗派を超えてキリスト教、仏教等の宗教者が参加した。
山野の草花をこよなく愛し、昭和46年（1971年）から平成5年（1993年）まで大本花明山植物園長をつとめた。全国各地を巡回して信徒と親交。折々の挨拶等で信仰の内面充実を強く諭し、信徒の教化指導にあたった。
脳死からの臓器移植や遺伝子組み換え作物などの生命倫理問題に警鐘をならしつづけ、脳死臓器移植反対署名活動では自ら街頭に立って署名を呼びかけ、871,571人の街頭署名を集め厚生省（当時）に提出した。
「花明山（かめやま）その」のペンネームで、植物に関する著書「草木によせて」シリーズを出版している。
平成13年（2001年）4月29日、66歳で死去。姪の出口紅が5代教主となった。

## 著書
- 草木によせて （花明山その 天声社 2000年5月）
- つるかめ抄 教育編 （天声社 2001年8月）
- つるかめ抄 信仰編 （天声社 2003年4月）
- つるかめ抄 健康・芸術編 （天声社 2004年4月）
- 草木によせて 続 （花明山その 天声社 2006年4月）
- 教主ご教示集 − 出口聖子四代教主 – （天声社 2011年4月）